# دیگو گارای
دیگو گارای (انگلیسی: Diego Garay؛ زادهٔ ۱ فوریه ۱۹۷۵) بازیکن فوتبال اهل آرژانتین است.
از باشگاه‌هایی که در آن بازی کرده‌است می‌توان به باشگاه ورزشی بارسلونا، باشگاه فوتبال استراسبورگ، باشگاه فوتبال نیولز اولد بویز، باشگاه لئون، و باشگاه فوتبال کرتارو اشاره کرد.